# Ventilacija rudnika
Ventilacijom ili provjetravanjem podzemnih rudnika održava se stalna izmjena zraka u prostorijama rudnika, jamska klima pogodna za težak fizički rad i razrjeđuje se koncentracija zagušljivih, otrovnih i eksplozivnih plinova i prašine uz njihovo odvođenje na površinu.

Cilj ventilacije podzemnih rudnika je osiguranje normalnih klimatskih uvjeta odn. osiguranje zraka propisane kvalitete, neophodnog za disanje rudara i rad strojeva te 
odstranjivanje plinova koji se oslobađaju u ležištu ili su produkti samog tehnološkog procesa eksploatacije te odnošenje prašine u zraku, nastale tehnološkim postupcima eksploatacije.

## Sastav atmosferskog i rudničkog zraka

### Atmosferski zrak
Atmosferski zrak podrazumijeva zrak koji ima približno ista fizička i kemijska svojstva kao vanjski-atmosferski zrak.

Sastoji se od:

-dušik N2 i ostali inertni plinovi.........79,02 %

-kisik O2 .............................................20,95 %

-ugljik-dioksid CO2..............................0,03 %

### Rudnički zrak
Rudnički zrak redovno sadrži manje kisika, a veću količinu zagušljivih, otrovnih i eksplozivnih plinova koje prima u rudničkom proizvodnom sustavu.

#### Stalni sastojci rudničkog zraka
Kisik (O2) je plin bez boje, ukusa i mirisa. Neophodan je za disanje, ne sagorijeva ali podržava gorenje, vrlo je aktivan i lako se spaja sa mnogim plinovima. Kisik doveden u jamu atmosferskim zrakom troši se osim disanjem još i vezivanjem za ugljik-dioksid pri oksidaciji stijena, organskom oksidacijom (truljenjem drveta) i radom SUS motora.
U skladu s propisima, minimalni sadržaj kisika u radnoj atmosferi rudnika iznosi 19 %.

Izdahnuti zrak sadrži oko 79 % dušika, 17 % kisika i 4 % ugljik-dioksida.

Smanjenje sadržaja kisika izaziva različite efekte na ljudski organizam.

| Postotak sadržaja kisika u zraku | Efekti na ljudski organizam                   |
| -------------------------------- | --------------------------------------------- |
| 17 %                             | Jako i ubrzano disanje                        |
| 15 %                             | Vrtoglavica, zujanje u ušima, ubrzan rad srca |
| 13 %                             | Gubitak svijesti pri dužem boravku            |
| 9 %                              | Nesvjestica                                   |
| 7 %                              | Životna opasnost                              |
| 6 %                              | Smrt                                          |

U skladu s propisima da bi se osigurala potrebna količina kisika potrebno je dostaviti minimalno 3 m3/min po zaposlenom radniku, ali u praksi se primjenjuju znatno veće vrijednosti (6÷50 m3/min).

Dušik (N2) je neotrovan inertni plin bez boje, ukusa i mirisa, teško topiv u vodi, nema aktivnog utjecaja (>83 %) pri disanju, niti podržava gorenje. 
Nastaje truljenjem jamske građe, miniranjem i ekshalacijom iz poroznih stijena.
Argon, neon, helij, kripton (i radon) prisutni su u izuzetno malim količinama u rudničkom zraku.

#### Otrovni plinovi u rudničkom zraku
Ugljik-dioksid (CO2) je plin bez boje i mirisa te kiselkastog okusa. Ne podržava gorenje ni disanje i lako je rastvorljiv u vodi. 
U rudnicima nastaje truljenjem organskih tvari, procesima raspadanja i metamorfizma stijena i slojeva organskog i neorganskog porijekla, procesima oksidacije ugljena, djelovanjem nekih rudničkih voda na karbonate stijene, izdvajanjem iz ugljenih slojeva u kojima se nalazi kao produkt karbonifikacije. 
U rudničku atmosferu pridolazi izdvajanjem, isticanjem (puhači) i iznenadnim prodorom i izbojem.

S obzirom da je CO2 znatno teži od zraka, sakuplja se u najnižim dijelovima
rudarskih prostorija, te se o ovoj činjenici mora voditi računa.
Prema propisima, maksimalno dozvoljeni sadržaj CO2 u izlaznoj zračnoj struji iznosi 0,75 %.

Ugljik-monoksid (CO) je veoma otrovan plin, bez boje, ukusa i mirisa, koji se slabo rastvara u vodi.
Nastaje pri niskotemperaturnoj oksidaciji ugljena, miniranju, pri rudničkim požarima, a u velikim količinama pri eksplozijama metana i ugljene prašine i pri radu SUS motora.
Njegova koncentracija od 0,1 % dovodi do laganog trovanja u toku jednog sata, dok koncentracija od 0,4 % u kratkom vremenu prouzrokuje smrtno trovanje. 
Sumporovodik (H2S) je plin bez boje, veoma karakterističnog i neprijatnog mirisa i slatkastog ukusa. 
Lako se rastvara u vodi i može gorjeti i sa zrakom stvarati eksplozivne smjese. Veoma je otrovan, koncentracija  od 0,1 % izaziva trovanje u kratkom vremenu. 
Nastaje truljenjem organskih tvari, miniranjem i djelovanjem vode na
piritne rude, gips i druge minerale.
Sumpor-dioksid (SO2) je otrovan i goriv plin, bez boje i oštrog kiselog okusa koji naročito iritira oči i sluzokožu.
Veoma je rastvorljiv u vodi. Nastaje pri požarima u rudnicima sulfidnih ruda i
pri miniranju takvih ruda te pri korištenju eksploziva koji sadrže sumpor. U koncentraciji od 0,005 % opasan je po život.
Dušični oksidi čine grupu veoma otrovnih plinova. Opasna koncentracija počinje već pri 0,00025 %, dok pri 0,025 % nastupa neizbježno trovanje i prouzrokuje neizlječiva plućna oboljenja.
Dušični oksidi su: dušik-oksid (NO), dušik-dioksid (NO2), dušik-trioksid (N2O3), dušik-peroksid (N2O4) i dušik-pentoksid (N2O5).  Dušični oksidi nastaju kao posljedica miniranja, a javljaju se i pri radu SUS motora i pri izvođenju radova zavarivanja.
Akrolein (CH2 CHCHO) je bezbojna isparlljiva tekućina, neprijatnog mirisa. U zraku se nalazi u vidu akroleinskih para.  Lako se rastvara u vodi. Veoma je otrovan. Nastaje pri radu dizel-motora.
Formaldehid (HCHO) je bezbojan, veoma otrovan plin. Nastaje pri radu dizel-motora.

#### Eksplozivni plinovi u rudničkom zraku
Metan (CH4) je inertan plin koji nije otrovan, bez boje mirisa i okusa. Slabo je rastvorljiv u vodi. 
Porijeklo metana vezano je za fazu karbonizacije biljnog materijala, celuloze i
lignina, prilikom čega je nastao ugljen. Kao slobodan plin pod većim ili manjim tlakom ispunjava pore i pukotine u ugljenim slojevima, a kao vezani plin adsorpcijski je vezan za površinu ugljena.
Nastanak metana nije vezan samo za ugljene slojeve. Može se nalaziti u solnim ležištima, glinenim naslagama i kao prateća pojava naftnih ležišta gdje se javlja u sastavu zemnog plina.
Metan u vezi sa zrakom tvori gorivu i eksplozivnu smjesu.

Reakcija eksplozije razvija se po formulama:

-pri dovoljnoj količini kisika:       CH4 + 2 O2 → CO2 + 2 H2O

-pri nedovoljnoj količini kisika:     CH4 +   O2 → CO +    H2O + H2

Pri izgaranju 1 kg metana razvija se toplina od 55 684 kJ

Temperatura paljenja metana ovisi da li postoji otvoreni plamen, tlaka i temperature smjese i od vremena izlaganja izvoru paljenja.

Eksplozivnost smjese kreće se u granicama od 5 % ÷ 14 % metana u zraku.

Ako se pojavi nedopustiva koncentracija metana, u skladu s rudarskim propisima, mora se isklopiti električna energija u tom dijelu jame.

Etan (C2H6) se ne rastvara u vodi. To je plin bez boje, okusa i mirisa, ne podržava gorenje, može se javiti i kao produkt miniranja. 
Prisustvo etana u smjesi metan-zrak pomiče donju granicu eksplozivnosti naniže.

Vodik (H2) je plin bez boje, mirisa i okusa, fiziološki inertan i vrlo lak, koji nastaje kao produkt biokemijskih procesa pri stvaranju ugljenih slojeva, kao produkt metamorfizma ugljena, može nastati termičkim razlaganjem ugljena ili biti juvenilnog porijekla.

## Osnove vjetrenja rudnika
Sustav za vjetrenje sastoji se od vjetrenih provodnika koji čine okna, prečnici, otkopni hodnici, otkopi i dr.
Zrak se s radilišta prikuplja u odvodnim prečnicima i kroz okno se izbacuje ventilatorima na površinu.
S obzirom na djelovanje ventilatora primjenjuje se:

1° Depresijski (usisni) režim ventilatora

2° Kompresijski (tlačni) režim ventilatora

## Provjetravanje pomoću ventilatora
Rudnički ventilatori su uređaji za mehaničko provjetravanje, koji se danas koriste u suvremenom rudarstvu za glavno provjetravanje (glavni ventilatori), za separatno provjetravanje (cijevni ventilatori) i za aktivnu regulaciju raspodjele zraka u ventilacionoj mreži, kao pomoćni ventilatori. Osim toga oni se izrađuju u običnoj izvedbi i S-izvedbi.

### Podjela i karakteristike ventilatora
Ventilatori se mogu svrstati u razne grupe i kategorije obzirom na karakteristike kojima se daje odlučujući značaj.

Prema konstrukciji dijele se na:

-centrifugalne sa jednostranim ili dvostranim usisavanjem, sa ili bez sprovodnog kola

-aksijalne reverzibilne ili nereverzibilne, jednostupanjske ili višestupanjske, sa fiksnim lopaticama ili promjenjivim kutom lopatica.

Prema mjestu instaliranja i razlici u tlakovima koje ostvaruju mogu biti:

-nadzemni... depresijski ili kompresijski

-podzemni... depresijsko-kompresijski

Prema stupnju korisnog djelovanja mogu biti: malo (ɳ = 40 %), srednje (ɳ = 40÷70 %) i visoko (ɳ > 70 %) ekonomični.

Prema kapacitetu mogu biti: malog kapaciteta (Q = 50 m3/s), srednjeg kapaciteta (Q = 50 ÷ 150 m3/s) i visokog kapaciteta (Q > 150 m3/s).

Prema depresiji koju ostvaruju dijele se na: ventilatore male depresije (< 1000 Pa), srednje depresije  (1000÷3000 Pa), visoke depresije (> 3000  Pa).

Prema snazi pogonskog motora: male snage (< 200 kW), srednje snage  (200 ÷ 500 kW),  velike snage (> 500 kW).

## Kretanje zraka kroz jamske prostorije

### Uspostavljanje zračne struje
S obzirom na položaj otvora za ulaznu i izlaznu zračnu struju postoje u osnovi tri načina provjetravanja podzemnih rudnika: centralni, dijagonalni i kombinirani. 

#### Centralni način provjetravanja
Kod centralnog (središnjeg) jednokrilnog načina provjetravanja otvori za ulaznu i izlaznu zračnu struju nalaze se blizu jedan drugom. (slika 1.)

Prednosti:

- brže uspostavljanje zračne struje

- manji opseg investicijskih radova

Nedostaci (manji):

- velika dužina ventilacijskih puteva

- velike razlike u depresijama po fazama rada

- veće mogućnosti za nastanak gubitaka

- veće depresije potrebne za provjetravanje

- veći troškovi ventilacije pri eksploataciji

#### Dijagonalni način provjetravanja
Kod dijagonalnog (dvokrilnog) načina provjetravanja otvori za ulaznu i izlaznu zračnu struju nalaze se sa dvije suprotne strane jame. (slika 2.)

Prednosti:

- relativno konstantne depresije za jedan duži vremenski period eksploatacije

- manje apsolutne vrijednosti potrebne depresije

- znatno manji gubici zraka

- niži troškovi ventilacije

- manji potrebni profili jamskih prostorija

- lakša izolacija eventualno ugroženih dijelova jame

Nedostaci:

- međusobno djelovanje glavnih ventilatora koje može biti nepovoljno i koje se

ponekad teško regulira

- znatno složeniji proračuni ventilacijskih sustava

#### Kombinirani način provjetravanja
Kombinirani sustav s više od dva ušća u različitim položajima. (slika 3.)

### Načini vjetrenja rudnika
Postoji više načina vjetrenja (provjetravanja) podzemnih rudničkih prostorija pomoću kojih se ostvaruju razlike u tlakovima i vrši strujanje zraka.

Ti načini mogu biti:

1° Kompresijski način …kompresijsko (tlačno) vjetrenje

2° Depresijski način …depresijsko (usisno) vjetrenje

3° Kombinirani način …kompresijsko-depresijsko vjetrenje

4° Prirodno vjetrenje …pod utjecajem prirodne depresije

#### Tlačno vjetrenje
Prednost tlačnog (kompresijskog) vjetrenja je što ventilator dobavlja svježi zrak i što intenzivno provjetrava radno čelo, pa je osobito povoljno za jame s metanom. Nedostatak je takva vjetrenja u tome što se onečišćeni zrak odvodi uzduž hodnika ili otkopa i što strujanje toga zraka neugodno djeluje na zaposlene radnike.

#### Usisno vjetrenje
Usisnim (depresijskim) provjetravanjem osigurava se čisti zrak u hodniku, ali se slabo provjetrava čelo radilišta. Zbog toga treba ušće cijevi privući na 3 m od čela radilišta. Ušće cijevi se povlači unazad za vrijeme miniranja.

#### Kombinirano vjetrenje
Kad je zrak na radilištu jako onečišćen plinovima od miniranja i kad se želi osigurati čisti zrak uzduž hodnika, primjenjuje se kombinirano vjetrenje. Moguća je primjena mnogih sustava za vjetrenje.

#### Prirodno vjetrenje
Prirodno provjetravanje podrazumijeva prirodnu cirkulaciju zraka u rudnicima otvorenim potkopom i oknom.

Zimi kad je atmosferski zrak hladan i ima veću gustoću od toplijeg zraka u rudniku, nastaje strujanje zraka kroz potkop, njegovo zagrijavanje i strujanje kroz okno. 
U ljetnim mjesecima zbog visokih temperatura atmosferskog zraka, a nižih temperatura u oknu, gustoća rudničkog zraka je veća od atmosferskog te dolazi do obratnog kretanja zraka.

## Eksplozivnost ugljene prašine
Ugljena prašina nastaje u rudnicima ugljena. Na njenu koncentraciju djeluje rad podsjekačica, kombajna i sl.
Karakteristična je za sve ugljene u većoj ili manjoj mjeri te za sve ugljene s velikim sadržajem volatila, niskim sadržajem pepela i vlage.
Svojstvo eksplozivnosti ugljene prašine  objašnjava se izlaganjem ogromne površine oksidacijskom utjecaju kisika i sposobnošću adsorpcije kisika na izloženim površinama.

Ugljena prašina može se pod utjecajem otvorenog plamena ili iskre zapaliti pri čemu se plamen širi eksplozivnom brzinom s udarnim djelovanjem, no bez termičkih procesa. Kao rezultat izgaranja nastaju kore koksa na zidovima jamskih prostorija. Obično je proces izgaranja indukcija za slijedeći proces eksplozije s udarnim djelovanjem što ovisi od vrste prašine i njezine koncentracije.

Proces eksplozije odvija se po reakciji:

2C + O2 → 2 CO + 10 216 kJ/kg C 

Plinovi poslije eksplozije ugljene prašine sadrže znatno više ugljik-monoksida nego poslije metanske eksplozije.

Kod katastrofalnih eksplozija u rudnicima, i to kod eksplozija koje nastaju uslijed eksplozije smjese zraka i metana i/ili ugljene  prašine, najčešći uzrok smrti 
je trovanje ugljik-monoksidom.

Na eksplozivnost prašine znatno utječe sadržaj metana u bilo kojoj koncentraciji. Eksplozivnost i proces eksplozije ugljene prašine i metana međusobno se upotpunjuju. Inicirano paljenje metana ugljene prašine može izazvati eksploziju metana i obratno.

## Ventilacija u uvjetima požara
Mogućnost izbijanja jamskih požara u rudnicima ugljena vrlo je velika.

Požari i eksplozije u rudnicima sa podzemnom eksploatacijom (unatoč mjerama zaštite) još uvijek su jedan od najčešćih uzroka nesreća čije su posljedice veliki broj žrtava i velika materijalna šteta. Posljedice požara ovise o intenzitetu i poziciji požara unutar vjetrene mreže. U požarima se razvijaju i vrlo otrovni plinovi (ugljik-monoksid).

Pod utjecajem požara u jamskoj ventilacijskoj mreži, može doći do okretanja pravaca zračne struje u nekim granama i time do destabilizacije zračnih tokova i pojave dimnih plinova na mjestima gdje se to ne bi očekivalo odn. opasnih poremećaja u ventilaciji rudnika. To dolazi uslijed nastanka požarne depresije koja je rezultat velikih temperaturnih razlika.

Intenzitet vatre ovisi od vrste i količine gorivog materijala (izdrobljen i sitan ugljen, drvena podgrada te drvena obloga iza čelične podgrade.

## Otpori strujanja
Otpori strujanja zraka mogu biti:

1° Linearni otpori ovise o dužini, obodu i presjeku provodnika te o hrapavosti

2° Pojedinačni ili lokalni otpori koji nastaju:

- uslijed izmjene presjeka

- promjena pravca provodnika

- vjetrenim križištima (spojevi dva ili više provodnika)

- zbog raznih čeonih otporia u vidu lokalnih zauzetosti protočnog presjeka

## Gubici zraka u rudnicima
Gubici zračne struje u ventilacijskim mrežama rudnika višestruko su negativni u
odnosu na stabilnost i sigurnost vjetrenog sustava:

- smanjuju efektivni volumenski protok usmjeren na radna mjesta i ostale potrošače 

- pogoršavaju plinsko stanje i klimatske prilike

- pospješuju razvoj endogenih požara

- povećavaju troškove vjetrenja

## Proračun ventilacije u rudničkim mrežama
Problem proračuna ventilacije u rudničkim mrežama javlja se kod projektiranja novih rudničkih okana gdje je potrebno odabrati otpore grana i ventilatore da bi se brzina strujanja zraka u svim granama kretala unutar dozvoljenog raspona. Za postojeća rudarska okna prikladno je unaprijed izvršiti proračune ventilacije za slučajeve požara ili zarušavanja da bi se u slučaju takve nesreće znalo adekvatno postupiti radi osiguranja potrebnog protoka zraka.

Mreža mora zadovoljavati Kirchhoffove zakone, što znači da je suma protoka u svakom čvoru nula i suma depresija u svakoj petlji jednaka nuli. Dobiveni sustav nelinearnih jednadžbi rješava se iterativno Hardy-Crossovim postupkom.

Ručno obavljanje proračuna ventilacijske mreže rudnika mukotrpan je, a za složenije mreže praktički neizvediv zadatak. Zato da bi se olakšao proračun ventilacije rudnika koristi se prikladna programska podrška.

## Ventilacija tunela
Osnovna zadaća ventilacije (vjetrenja) tunela je razređivanje otrovnih plinova ispod maksimalno dozvoljenih koncentracija. U cestovnom prometu prevladavaju vozila sa benzinskim motorima, pa je dominantni otrovni plin ugljik-monoksid CO. Dizelski motori ispuštaju više dušičnih oksida (NOx), pa se zahtjeva intenzivnije zračenje uslijed smanjene vidljivosti.

U ventilaciji tunela razlikujemo:

- separatnu ventilaciju za vrijeme izgradnje (probijanje, iskop i izrada tunela)
 
- ventilacija tunela za vrijeme eksploatacije (nakon završene izgradnje)

### Ventilacija tunela u izgradnji
Provodi se do probijanja tunela (separatna ventilacija), odnosno spoja tunela sa atmosferom. Ono treba osigurati povoljne atmosferske uvjete za boravak i rad ljudi u tunelu (temperatura, vlaga i brzina zraka).

Tri osnovna sustava separatnog vjetrenja su: tlačno, usisno i kombinirano.

Osnovni nedostak tlačnog vjetrenja je polagano vraćanje onečišćene zračne struje po profilu tunela. Oplakivanje radilišta svježom zračnom strujom je dobro.

Pri usisnom vjetrenju svježi zrak malom brzinom ulazi u prostoriju, dok istrošeni zrak velikom brzinom izlazi u atmosferu. Oplakivanje radilišta svježim zrakom je slabo.

Kombiniranim vjetrenjem otklanjaju se nedostaci tlačnog i usisnog vjetrenja.
Udaljenost ventilatora od portala tunela mora onemogućiti miješanje ulaznog i izlaznog zraka, što ovisi o ruži vjetrova.

### Ventilacija cestovnih tunela u eksploataciji
Velik broj vrlo štetnih i opasnih plinova koji se pojavljuju u tunelskim prostorima
posljedica je rada benzinskih i dizel-motora. Najčešći su: ugljik-monoksid, ugljik-dioksid, dušični oksidi, metan, sumporovodik, aldehidi i dr. Ugljik-monoksid je najkritičniji za cestovne tunele i prema njemu se računa potrebna količina svježeg zraka u tunelu. 
Ventilacija tunela tijekom eksploatacije bitno se razlikuje za cestovne tunele u odnosu na željezničke i tunele podzemne željeznice.

Potrebna količina zraka za ventilaciju tunela treba:

-smanjiti koncentracije štetnih i opasnih plinova ispod maksimalno dopuštenih
   koncentracija
-osigurati traženu vidljivost u tunelu

Pri ventilaciji cestovnih tunela tijekom njihove eksploatacije razlikujemo vjetrenje prema izvoru depresije, tj. obzirom na izvor energije za pokretanje zraka te prema pravcu strujanja zraka.

Sustavi ventilacije tunela obzirom na pogon:

-1° Prirodna ventilacija

-2° Ventilacija izazvana prometom

-3° Ventilacija sa primjenom ventilatora

1° Prirodna ventilacija tunela uzrokovana je klimatskim faktorima: tlak, temperatura, vjetar, gustoća zraka. Ovisno o zemljopisnom položaju tunela tlak i temperatura zraka znatno se razlikuju na portalima tunela. Na temperaturu zraka na portalima tunela može utjecati zagrijavanje Sunca što potiče visinsko strujanje zraka i promjene tlakova. Temperatura tunelskog zraka razlikuje se od atmosferskog zraka, pa kod tunela pod nagibom stvara znatne razlike pritisaka i strujanje zraka (efekt dimnjaka).
Dinamička sila vjetra, ovisno o podudaranju smjera puhanja sa smjerom tunela, može
uzrokovati strujanje zraka u tunelu.

2° Ventilacija izazvana prometom koje je izazvano kretanjem vozila kroz tunel (efekt klipa) dovodi do stvaranja razlike tlakova, ako se brzina vozila razlikuje od brzine zraka. Pri tome naročiti značaj ima brzina i oblik vozila, odnos površine poprečnog presjeka vozila i tunela te gustoća i smjer prometa. Pri jednosmjernom prometu u tunelima znatne duljine, uslijed ovog efekta postiže se dobro vjetrenje. Pri dvosmjernom prometu vozila u tunelu ovaj efekt je znatno manji.

3° Ventilacija tunela primjenom ventilatora uvodi se kad prirodno vjetrenje i vjetrenje uzrokovano prometom vozila ne daje zadovoljavajuće rezultate. Pri tome, promet vozila u tunelu i prirodno vjetrenje imaju utjecaja na parametre ventilacije tunela.